# Kšinná
Kšinná je obec na Slovensku v okrese Bánovce nad Bebravou.
Leží v nadmořské výšce asi 350 metrů, rozkládá se na ploše 41,249 km². Žije zde 486 obyvatel.
První písemná zmínka o Kšinné je z roku 1352. V obci je románský kostelík Sv. Kosmy a Damiána z 13. století a  klasicistní evangelický kostel z roku 1814.
V obci působí folklórní soubor Bukovina.